# Bang Klam (huyện)
Bang Klam (tiếng Thái: บางกล่ำ) là một huyện (amphoe) của tỉnh Songkhla, miền nam Thái Lan.

## Lịch sử
Tiểu huyện (king amphoe) được thành lập ngày 7 tháng 1 năm 1986 thông qua việc tách four tambon từ Hat Yai. Đơn vị này đã được nâng cấp thành huyện ngày 8 tháng 9 năm 1995.

## Địa lý
Các huyện giáp ranh (từ phía nam theo chiều kim đồng hồ) là: Hat Yai, Rattaphum và Khuan Niang. Về phía đông bắc là hồ Songkhla.

## Hành chính
Huyện này được chia thành 4 phó huyện (tambon), các đơn vị này lại được chia ra thành 36 làng (muban). Tha Chang là một thị trấn (thesaban tambon), và 3 Tổ chức hành chính tambon.
| STT. | Tên       | Tên Thái | Số làng | Dân số |  |
| 1.   | Bang Klam | บางกล่ำ   | 7       | 3.634  |  |
| 2.   | Tha Chang | ท่าช้าง    | 18      | 18.076 |  |
| 3.   | Mae Thom  | แม่ทอม    | 6       | 2.294  |  |
| 4.   | Ban Han   | บ้านหาร   | 5       | 3.388  |  |